# Martin Velits

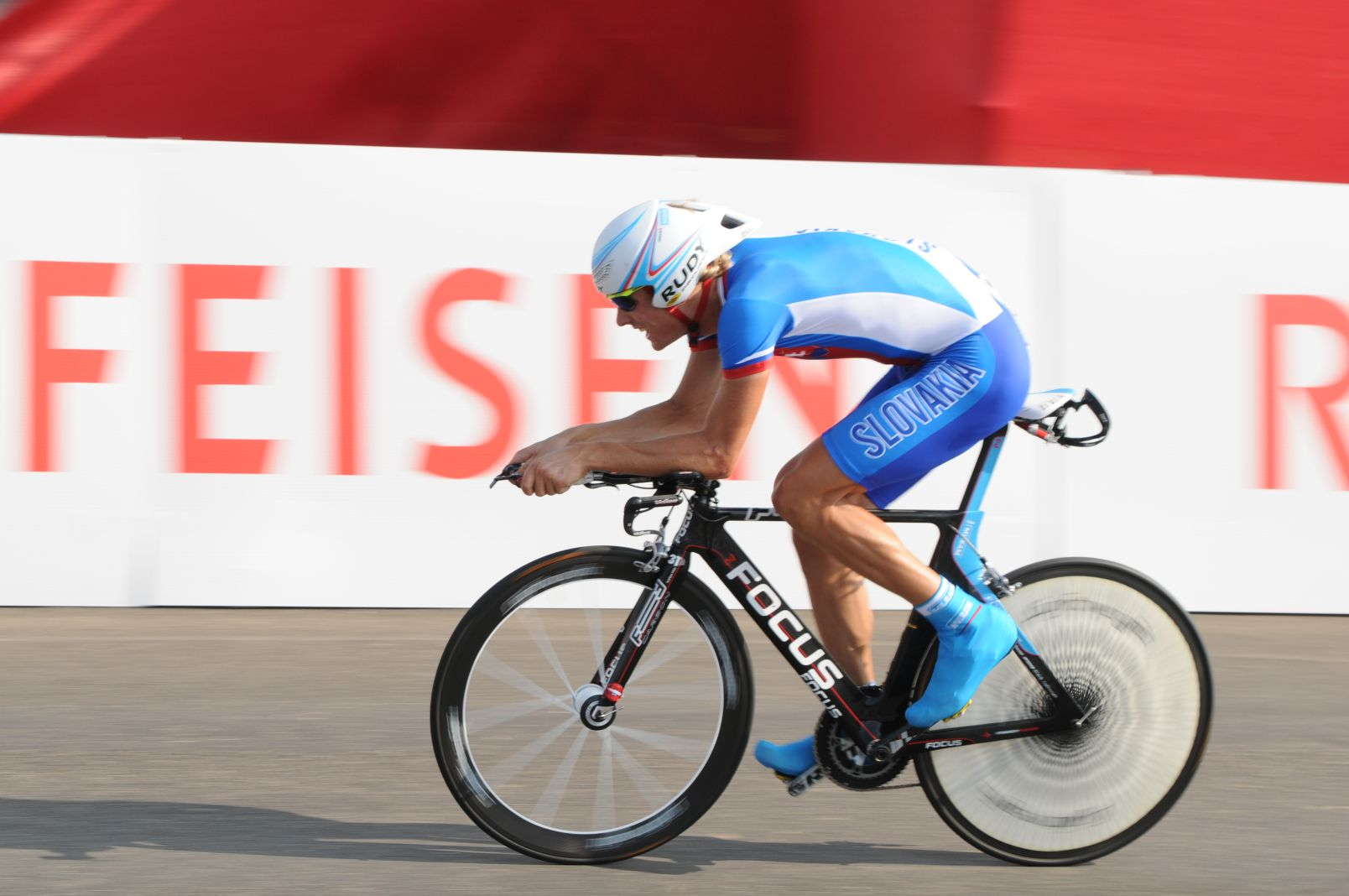
Martin Velits under världsmästerskapen 2009.

Martin Velits, född 21 februari 1985 i Bratislava, Tjeckoslovakien, är en slovakisk professionell tävlingscyklist. 
Martin Velits började tävla för det slovakiska professionella stallet Dukla Trencin 2004, men fortsatte snart vidare till Sydafrika och cykelstallet Konica-Minolta. Under säsongen 2007 tävlade Velits för det tyska stallet Wiesenhof-Felt.
Under U23-världsmästerskapen i Stuttgart 2007 tog hans tvillingbror Peter Velits hem segern. Efter vinsten kontrakterades tvillingbröderna av det tyska UCI ProTour-stallet Team Milram. I samma stall tävlade även landsmannen Matej Jurčo.
Under säsongen 2008 deltog Velits i Vuelta a España. Under etapp 5, ett individuellt tempolopp, slutade Velits på åttonde plats.
I februari 2009 slutade Martin Velits trea på prologen av Vuelta a Andalucia bakom Xavier Tondo och Joost Posthuma. Han slutade tävlingen på fjärde plats bakom Posthuma, Tondo och Davide Rebellin. Velits slutade tvåa på de slovakiska nationsmästerskapens linjelopp bakom Matej Vyšná. Under Vuelta a España 2009 slutade slovaken på sjunde plats på etapp 15.
Efter säsongen 2009 valde Martin Velits, tillsammans med sin tvillingbror, Peter Velits, att lämna Team Milram och i stället gå över till Team Columbia.

## Meriter
2003
1:a, Niedersachsen Rundfahrt, juniorer
2:a, Nationsmästerskapens tempolopp, juniorer
2:a, Nationsmästerskapens linjelopp, juniorer
2004
1:a, Nationsmästerskapens tempolopp, U23
2:a, prolog, UAE International Emirates Post Tour
2:a, prolog, Egypten runt
3:a, UAE International Emirates Post Tour
2005
1:a, etapp 3a, Giro del Capo
1:a, Nationsmästerskapens linjelopp, U23
2:a, etapp 3, Slovakien runt
2:a, Carnival City
3:a, Energy Classic
2006
1:a, Nationsmästerskapens linjelopp, U23
1:a, Pick 'n Pay 94.7 Cycle Challenge
2:a, etapp 2, Tour of Japan
2:a, etapp 6, Tour of Japan
2:a, Nationsmästerskapens tempolopp, U23
2008
8:a, etapp 5, Vuelta a España
2009
2:a, Nationsmästerskapens linjelopp
3:a, prolog, Vuelta a Andalucia (Ruta Ciclista Del Sol)
2010
1:a,  Nationsmästerskapens tempolopp

## Stall
- Dukla Trencin 2004
- Team Konica-Minolta 2005–2006
- Wiesenhof-Felt 2007
- Team Milram 2008–2009
- Team HTC-Columbia 2010–2011
- Omega Pharma-QuickStep 2012–